# Cerny-lès-Bucy
Cerny-lès-Bucy é uma comuna francesa na região administrativa de Altos da França, no departamento de Aisne. Estende-se por uma área de 3,19 km². Em 2010 a comuna tinha 118 habitantes (densidade: 37 hab./km²).